# هاینریش مولر (دوچرخه‌سوار)
هاینریش مولر (آلمانی: Heinrich Müller؛ زادهٔ ۱۴ نوامبر ۱۹۲۶) دوچرخه‌سوار اهل سوئیس بود.